# 折戸町 (日進市)
折戸町（おりどちょう）は、愛知県日進市の町名。13の小字が設置されている。

## 地理
日進市中央南部に位置する。町域は区画整理に伴う町名変更が進んだため、4か所に分かれている。

### 河川
- 折戸川

### 池沼
- 野方三ツ池

### 小字
- 笠寺山（かさでらやま）
- 鎌ケ寿（かまがす）
- 枯木（かれき）
- 定納（じょうのう）
- 高松（たかまつ）
- 出屋敷（でやしき）
- 寺脇（てらわき）
- 中ノ狭間（なかのはざま）
- 中屋敷（なかやしき）
- 梨子ノ木（なしのき）
- 西田面（にしだめん）
- 東山（ひがしやま）
- 前田（まえだ）
- 孫三ケ入（まごさんがいり）

## 世帯数と人口
2022年（令和4年）2月1日現在の世帯数と人口は以下の通りである。
| 町丁   | 世帯数    | 人口    |
| ------ | --------- | ------- |
| 折戸町 | 1,143世帯 | 2,838人 |

## 学区
市立小・中学校に通う場合、学区は以下の通りとなる。また、公立高等学校に通う場合の学区は以下の通りとなる。
| 字・番地等           | 小学校               | 中学校               | 高等学校普通科 |
| -------------------- | -------------------- | -------------------- | -------------- |
| 下記以外             | 日進市立南小学校     | 日進市立日進中学校   | 尾張学区       |
| 枯木の一部・梨子ノ木 | 日進市立梨の木小学校 | 日進市立日進東中学校 | 尾張学区       |
| 定納                 | 日進市立西小学校     | 日進市立日進西中学校 | 尾張学区       |

## 歴史
愛知郡折戸村を前身とする。

### 町名の由来
中世末には下津と表記され、周辺の地形から崖下（下所）の意ではないかとされている。

### 沿革
- 1889年（明治22年）10月1日 - 町村制施行・合併に伴い、愛知郡香久山村大字折戸となる[4]。
- 1906年（明治39年）5月10日 - 合併に伴い、日進村大字折戸となる[4]。
- 1958年（昭和33年）1月1日 - 町制施行に伴い、日進町大字折戸となる[4]。
- 1969年（昭和44年）12月 - 一部が南ケ丘となる[4]。
- 1989年（平成元年） - 一部が栄一丁目となる[7]。
- 1991年（平成3年）9月17日 - 一部が東山となる[8]。
- 1994年（平成6年）10月1日 - 市制施行に伴い、日進市折戸町となる[9][10]。
- 1997年（平成9年）1月18日 - 一部が栄二～五丁目となる[11][12]。
- 2001年（平成13年）8月11日 - 浅田町の一部を編入、一部が藤塚一～七丁目となる[13][14]。

## 施設
- 日進市民会館
- 日進おりど病院
- 日進市立南小学校
- 日進市立梨の木小学校
- 日進市立南部保育園
- 日進めばえ保育園
- 和合あかつき幼稚園
- 南部福祉会館
- 野方三ツ池公園
- 宝泉寺
- 八幡社

## 交通
- 愛知県道57号瀬戸大府東海線
- 愛知県道58号名古屋豊田線

## その他

### 日本郵便
- 郵便番号 : 470-0115[2]（集配局：日進郵便局[15]）。